# Distanční vzdělávání

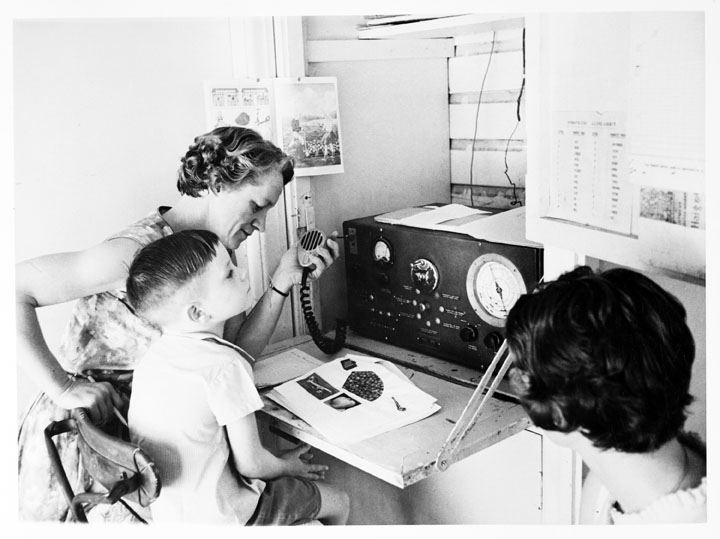
Žák v Qeenslandu, Australie se učí dálkově pomocí rádia, 1960

Distanční vzdělávání je multimediální forma řízeného studia, která poskytuje nové vzdělávací příležitosti a podpůrné vzdělávací služby pro zpravidla samostatně studující dospělé účastníky, kde hlavní odpovědnost za průběh a výsledky vzdělávání spočívá na studujících, kteří jsou odděleni od vyučujících (konzultantů).
Distanční vzdělávání může být chápáno také jako forma vzdělávání dospělých, při které je učící se jedinec fyzicky vzdálen od učitele. Je založeno na samostudiu za pomoci metodicky speciálně zpracovaných studijních materiálů (převážně písemných, ale doplňovaných multimédii – audio – a videokazetami, počítačovou technikou, rozhlasem a televizí). Distanční systém je pak doplňován v nezbytném rozsahu prezenčními formami (soustředěními, konzultacemi, semináři, jinak také tutoriály, rezidenčními školami).
Rozlišujeme dále synchronní a asynchronní výuku. Ministerstvo školství, mládeže a tělovýchovy uvádí synchronní výuku coby stav, kdy je „učitel propojen s dětmi/žáky/studenty zpravidla prostřednictvím nějaké komunikační platformy  v reálném (stejném) čase. Skupina ve stejný čas na stejném virtuálním místě pracuje na stejném/podobném úkolu.“ .

## Vývoj
Historie distančního vzdělávání jako nové vzdělávací příležitosti má kořeny v různých systémech korespondenčního studia, které se objevily již v polovině devatenáctého století v Anglii a Francii, později pak v Německu a Rakousko-Uhersku, a počátkem dvacátého století také v USA. V polovině minulého století se na nejprestižnějších amerických a kanadských univerzitách využívá způsobu studia přesahujícího klasickou výuku. Také v bývalém Sovětském svazu a následně v NDR, Polsku i v Česku se rozvinulo dálkové studium.
Dnes jsou největšími poskytovateli distančního vzdělávání britská Open University a španělská otevřená univerzita UNED, které mají každá více než 100 000 studentů a kladou velký důraz právě na aspekt otevřenosti. Naproti tomu německá FernUniversität má na vstup stejné požadavky jako jiné univerzity a klade větší důraz na aspekt distančnosti.
Distanční vzdělávání v České republice nemá tradici. Proto také jeho zavedení do struktury vzdělávání bylo poměrně složité a pomalé. Kromě několika pokusů v institucích pro vzdělávání dospělých (1. česká korespondenční škola - ukončila svou činnost v r. 1992, švýcarská nadace Transfer - skončila v r. 1993, Německá korespondenční akademie - skončila v r. 1995, Evropská škola korespondenčních kurzů, Akademie Jana Amose Komenského) se tato forma usídlila především na vysokých školách, zejména na Vysokém učení technickém v Brně, Univerzitě Palackého v Olomouci, Technické univerzitě v Liberci.
Distanční forma studia se v Česku v současné době realizuje ve dvou rovinách: jako distanční graduální vysokoškolské studium a jako kurzy tzv. celoživotního vzdělávání. Oba tyto způsoby výuky jsou málo rozvinuté.

## Projekt distančního vzdělávání v České republice
V české historii se na akademické půdě s distančním vzděláváním v online prostředí střetáváme například v roce 2002 díky projektu „virtuální univerzity“ tří českých fakult vysokých škol Moravskoslezského kraje (VŠB- Technické univerzity Ostrava, Přírodovědecká fakulta Ostravské univerzity a Obchodně podnikatelská fakulta SU Karviná). Tento projekt sloužil k převedení do online prostředí škol na základě kooperace na podporu distančního vzdělávání.
Díky rozšíření globální pandemie koronaviru 2020, se školy a jejich výuka musela nařízením přesunout do distančního vzdělávání, aby nedocházelo k šíření viru při prezenční výuce. V roce 2020 tak proběhl největší rozmach distančního vzdělávání online výuky v historii českého vzdělávacího systému.

## Základní principy
- Individualizace a flexibilita je umožněna značnou nabídkou studijních možností, která dovoluje účastníkům sestavovat si vlastní program z jednotlivých kurzů nebo modulů podle jejich potřeb a volit si tak vlastní individuální vzdělávací strategii. Druhým rozměrem flexibility můžeme chápat rychlé přizpůsobování cílů a obsahu studovaných předmětů či modulů novým poznatkům příslušných vědeckých disciplín a na druhé straně aktuálním potřebám praxe.[2]
- Samostatnost studia je umožněna především tím, že učivo je seskupováno do relativně malých dávek, po nichž vždy následuje zpětnovazební informace o tom, zda studující příslušnou jednotku zvládl (porozuměl jejímu obsahu, umí jej aplikovat).[5]
- Multimediálnost může značně přispívat k správnému a efektivnímu chápání učiva prostřednictvím více smyslů. Staticky i kineticky uspořádaná obrazová složka poskytuje v tomto směru značné možnosti. Dalším „rozměrem“ je zvuk. Rychlost šíření a přijímání (vysoká dostupnost) informací a četnost komunikace (telefon, fax, e-mail, počítačové sítě, video-konference) dovolují téměř neomezené kontakty s personálem vzdělávací instituce a spolu se speciálním uspořádáním učiva a samostatnými pracemi (kontrolními úkoly) tak plně nahrazují každodenní kontakt s učitelem v prezenčním studiu.[5]
- Podpora studujících se týká vysoké informovanosti o studijních možnostech, motivace ke studiu, individualizované sestavy studijního programu, psychologické pomoci při řešení potíží vyplývajících ze zátěže během studia, profesních či osobních problémů apod., dále postupného zadávání a časového rozvrhu zpracovávání samostatných prací i zkoušek, organizace (většinou nepovinných) tutoriálů, evidence výsledků studia, činnosti (sítě) studijních středisek.[5]
- Otevřenost - Většina organizací nabízejících možnost distančního studia neprovádí vstupní selekci zájemců o studium. Některé organizace mohou požadovat např. dosažení určité věkové hranice (obvykle spojované např. s dosažením plnoletosti) nebo praxe v oboru studia (např. při volbě některých cest distančního studia vedoucího k získání titulu MBA). Také vysoké školy nabízející distanční studium vedoucí k získání stupně vzdělání mohou v tomto případě stanovit určité požadavky na předchozí vzdělání zájemců (získání maturity) nebo v případě velkého zájmu provést přijímací řízení.[2]

## Výhody a nevýhody
Hlavními výhodami distančního vzdělávání jsou:
- místní a věková dostupnost studia při opakované nabídce trvající prakticky celý život jedince
- možnost souběžné ekonomické aktivity studujících
- individualizace studia a vysoká instruktivnost používaných pomůcek
- značný stupeň diverzifikace studijních příležitostí i programů (kurzů) umožňující širokou profilaci absolventů
- flexibilita modelů studia a možnost interaktivních postupů při učení
- rozvinutý servis studujícím, který zahrnuje poradenství, regionální studijní střediska, ubytovací a hotelové služby při tutoriálech a víkendových školách[2]

K nevýhodám patří:
- vyšší cena studijních pomůcek
- jistá vzájemná izolovanost studujících v průběhu studia
- potřeba kombinovat tuto formu s prezenční při studiu oblastí zaměřených na osvojování dovedností
- omezený počet studujících osob vedených jedním tutorem (doporučuje se maximálně 20 osob)[2]

## Problematika účasti na distanční online výuce v České republice
Distanční vzdělávání, které probíhá využitím elektronického, informačního či komunikačního zařízení, technologie a internetu, je finančně náročnější než docházka do školy prezenčně. Tento fakt se začal jevit jako problém při podílu zúčastněných na online výuce, která probíhala v dubnu roku 2020. V porovnání s rokem 2020 Česká školní inspekce eviduje, že téměř všechny střední a základní školy jsou již v online prostředí, a tak svým žákům umožnili studovat. Problematikou u škol, které distanční online výuku nedokázalo provést, byla například neschopnost ředitele škol zřídit svému personálu dostatečně vhodné technologie. Z výzkumu vyplývá, že nastal rozdíl v absenci žáků účastnících se online výuky, a to někde až o 50 %.
Nedostatky distanční online výuky se nacházejí například i v prostředí, ve kterém se žáci nachází. Žáci účastnící se distanční výuky ze svých domovů nemusí vždy dosahovat stejně velké koncentrace, jako by byli schopni dosáhnout v učebnách škol při prezenční výuce. Koncentrace dětí se může snižovat hlučností jejich okolí nebo i nevhodným prostředí ke studiu v podobě psacího stolu a pokoje v němž se žák nachází. Problémem neúčasti na distanční online výuce českých žáků v roce 2020 je také nedostatek technologií, skrze které online výuka probíhala. Podle výzkumu CERGE-EI IDEA a PAQ Research dle Auditu, asi 3% českých dětí nevlastní svůj počítač, nemají dostatečně kvalitní připojení k internetu a dále 5% dětí se k počítači nedostane tak často. Toto znemožňuje kvalitní vzdělávání českých žáků za použití online distanční výuky.

## Studijní opory
Pojmem studijní opory rozumíme studijní materiály připravené speciálně pro řízené samostatné studium a veškeré aktivity vzdělávací instituce, jejichž cílem je nejen řídit, ale i umožnit a usnadnit samostatné studium distanční formou. Studijními materiály rozumíme veškeré studijní a informační zdroje, které jsou součástí řízeného studijního programu a jsou připraveny speciálně pro distanční studium, nebo jsou doplněny tak, aby je bylo možno v distančním studiu efektivně použít.
Nejvýraznějším didaktickým elementem distančního studia je tzv. e-learning, tj. elektronické zpracování textů, grafů, tabulek, cvičení, testů do tzv. e-learningových opor a jejich využívání distančními studenty.
Studijní opory (nebo texty) by měly splňovat tyto požadavky:
- být „sebeinstrukční“
- být strukturované
- vyznačovat se nápadným členěním textu a jeho grafickou úpravou
- mít jasně stanovené studijní cíle textu
- obsahovat výzvy k zamyšlení a řešení úkolů a k psaní písemných prací
- uvádět příklady využití poznatků v praxi
- provádět shrnutí učiva
- doporučovat další studijní literaturu[2]

## Tutor a jeho role v distančním vzdělávání
Tutor není totéž co učitel v obecném chápání. Tutor v systému distančního vzdělávání nepřednáší, neučí, ale různými způsoby a dostupnými prostředky podporuje studujícího při jeho studiu, aby zdárně dokončil studijní program nebo kurz.
Úkolem tutora je zejména:
- hodnotit (známkovat) samostatné práce a sdělovat výsledky studujícím,
- zodpovídat dotazy studujících, týkající se obsahu studijních materiálů a pomůcek (telefonicky, osobně, korespondenčně, faxem, e-mailem apod.),
- vést povinné nebo nepovinné semináře (tutoriály) a hodnotit jejich průběh,
- pomáhat studujícím překonávat studijní obtíže různého druhu,
- hodnotit kvalitu studijních materiálů.[5]

## Distanční vzdělávání v současnosti
Distanční vzdělávání je jedním z pilířů informační společnosti. V současnosti pak představuje jednu z možností, jak udržet krok s rychlými změnami ve všech odvětvích. Na tuto poptávku reagují mnohé univerzity a iniciativy. Mezi nejznámější weby „na kterých vysoké školy z USA, Británie nebo Japonska provozují distanční vzdělávání, patří Coursera, dále EdX, Udacity, převážně britský Future Learn, Canvas Network nebo Iversity.“
Kromě univerzit a vládních iniciativ přináší inovace v této oblasti i filantropové a velké firmy. Například Nadace Billa a Melindy Gatesových financuje výzkumnou iniciativu MOOC Research Initiative, která uděluje granty na další využití otevřených on-line kurzů. Google a Apple podporuje řadu aktivit a projektů zaměřených na nové možnosti v distančním vzdělávání.
Digitální inovace pak: „usnadňují celoživotní vzdělávání i dálkové vzdělávání handicapovaných, dlouhodobě nemocných, seniorů na univerzitách třetího věku či zájemců, kteří na ně nemohou fyzicky docházet.“[2] Distanční vzdělávání proto představuje důležitou pomůcku jak pro celoživotní, tak inkluzivní vzdělávání. Zaměřují se na něj proto i různé globální iniciativy a organizace snažící se o zlepšení životních podmínek a udržitelný rozvoj (např. Organizace spojených národů).
V koncepci navrhovaných Cílů udržitelného rozvoje se vzdělání věnuje cíl čtvrtý, který je definován jako: „Zajištění inkluzivního a spravedlivého kvalitního vzdělání a podpora příležitostí k celoživotnímu vzdělávání pro všechny“. Jeho aplikace v rámci celosvětové populace je klíčová i pro úspěch Rozvojové agendy po roce 2015. Mezinárodní telekomunikační unie ve své studii pak vymezila otevřený přístup k informacím/znalostem, jako nejdůležitější faktor pro úspěch celé rozvojové koncepce.
V souvislosti s distančním vzdělávání se diskutuje také role tradiční univerzity a interakce student-učitel. Je otázkou jakým způsobem by měl kantor své žáky vést v době přístupu k neomezenému množství informací a jakou podobu by tedy distanční vzdělávání mělo mít.

## Distanční vzdělávání v době covidu-19
Distanční vzdělávání se stalo běžným způsobem vzdělávání v době pandemie covidu-19, kdy byly školy po celém světě zavřeny kvůli šíření nákazy. Tato opatření vedla k rozšíření využití technologií, jako jsou videohovory a e-learningové platformy, pro poskytování vzdělání studentům na dálku. Distanční vzdělávání však přineslo své výzvy, jako je například nerovnoměrný přístup k technologiím a špatná motivace studentů. Nicméně, mnoho institucí a učitelů se snažilo najít kreativní řešení, aby zajistili, že studenti získají kvalitní vzdělání i v této složité době.